# A Mindennapi tudomány epizódjainak listája
A Mindennapi tudomány 2004-es indulásától eddig 129 rész készült. Mindegyik különböző tudománnyal és technikával kapcsolatos témákat boncolgat.

## Évadáttekintés
| Évad | Évad | Epizódok száma | Évadpremier          | Évadfinálé         |
| ---- | ---- | -------------- | -------------------- | ------------------ |
|      | 1    | 10             | 2004. szeptember 15. | 2004. december 8.  |
|      | 2    | 12             | 2005. január 5.      | 2005. december 17. |
|      | 3    | 17             | 2006. január 15.     | 2006. december 7.  |
|      | 4    | 18             | 2007. január 31.     | 2007. november 6.  |
|      | 5    | 11             | 2008. február 11.    | 2007. november 13. |
|      | 6    | 25             | 2009. február 5.     | 2009. december 17. |
|      | 7    | 22             | 2010. január 28.     | 2010. december 2.  |
|      | 8    | 10             | 2011. január 13.     | 2011. június 16.   |
|      | 9    |                | 2011. augusztus 25.  |                    |

## 1. évad
| #  | Eredeti / Magyar cím                   | Eredeti bemutató     |
| -- | -------------------------------------- | -------------------- |
| 1  | Killer Asteroid / Veszélyes kisbolygók | 2004. szeptember 15. |
| 2  | Super Volcano / Óriás-tűzhányók        | 2004. szeptember 22. |
| 3  | Angry Earth / Haragos Föld *           | 2004. szeptember 22. |
| 4  | Who Built Stonehenge? / Stonehenge     | 2004. október 6.     |
| 5  | The Deadliest Shark / Gyilkos cápák *  | 2004. november 11.   |
| 6  | Bermuda Triangle / A Bermuda-háromszög | 2004. november 17.   |
| 7  | Atlantis / Az elsüllyedt Atlantisz     | 2004. november 24.   |
| 8  | Alien Contact / Földön kívüli élet     | 2004. december 1.    |
| 9  | Angry Skies / Haragos ég               | 2004. december 2.    |
| 10 | What is Human? / Találékony ember *    | 2004. december 8.    |

- A csillaggal jelölt magyar címek nem hivatalosak.

## 2. évad
| #  | Eredeti / Magyar cím                       | Eredeti bemutató     |
| -- | ------------------------------------------ | -------------------- |
| 1  | Earth's Core / Utazás a Föld középpontjába | 2005. január 5.      |
| 2  | Surviving Nature's Fury / Túlélés          | 2005. január 12.     |
| 3  | Shark Attacks / Cápatámadások              | 2005. január 22.     |
| 4  | Telepathy / Telepátia                      | 2005. február 16.    |
| 5  | Volcano Alert / Vulkán-riadó               | 2005. március 10.    |
| 6  | Spacemen / Ember az űrben                  | 2005. augusztus 29.  |
| 7  | Bullets / Lőszerek                         | 2005. szeptember 12. |
| 8  | Tsunami Warning / Cunami-riadó             | 2005. október 17.    |
| 9  | Birth of the Earth / A Föld születése      | 2005. október 24.    |
| 10 | Landslides / Földcsuszamlások              | 2005. október 31.    |
| 11 | Loch Ness / A Loch Ness-i szörny           | 2005. november 7.    |
| 12 | Close Encounters / Földönkívüli élet       | 2005. december 17.   |

## 3. évad
| #  | Eredeti / Magyar cím                        | Eredeti bemutató     |
| -- | ------------------------------------------- | -------------------- |
| 1  | Moon Mysteries / A Hold titkai              | 2006. január 15.     |
| 2  | What's Sexy / A szexuális vonzerő           | 2006. február 13.    |
| 3  | Death of the Sun / Pusztuló Nap             | 2006. március 20.    |
| 4  | Big Freeze / Globális lehűlés               | 2006. március 29.    |
| 5  | Roman Tech / A Római Birodalom              | 2006. április 29.    |
| 6  | Lightning / A villamcsapás                  | 2006. május 24.      |
| 7  | The Deep / Mélytengeri világ                | 2006. június 28.     |
| 8  | Explosive Force / Robbanóanyagok            | 2006. július 5.      |
| 9  | Pyramidse / A piramisok                     | 2006. július 12.     |
| 10 | Colliding Continents / Vándorló kontinensek | 2006. július 19.     |
| 11 | Birth of the Universe / Univerzum születik  | 2006. szeptember 6.  |
| 12 | Freeze Me / A nagy eljegesedés *            | 2006. szeptember 20. |
| 13 | Forensics Under Fire / nincs magyar cím     | 2006. október 12.    |
| 14 | Ancient Asteroid / Ősi aszteroidák *        | 2006. október 21.    |
| 15 | Extinctions / Túlélni az Armageddont        | 2006. november 2.    |
| 16 | Deadliest Planets / Pokoli bolygók          | 2006. december 6.    |
| 17 | Was Darwin Wrong? / Vajon Darwin tévedett?  | 2006. december 7.    |

- A csillaggal jelölt magyar címek nem hivatalosak.

## 4. évad
| #  | Eredeti / Magyar cím                                  | Eredeti bemutató   |
| -- | ----------------------------------------------------- | ------------------ |
| 1  | Glacier Meltdown / Olvadó gleccserek                  | 2007. január 31.   |
| 2  | Destructive Forces / Pusztító erők *                  | 2007. február 21.  |
| 3  | Stone Age Apocalypse / Kőkorszaki apokalipszis        | 2007. február 28.  |
| 4  | Comets / Megállíthatatlan üstökösök                   | 2007. március 7.   |
| 5  | Prehistoric Americans / Amerika első lakói            | 2007. március 14.  |
| 6  | Deep Space Probes / Űrszondák                         | 2007. március 27.  |
| 7  | Polar Apocalypse / Poláris katasztrófa *              | 2007. április 1.   |
| 8  | Dino Meteor / Dínóirtó meteor                         | 2007. április 12.  |
| 9  | Planet Storm / Bolygóvihar                            | 2007. április 26.  |
| 10 | Killer Lakes / Gyilkos tavak                          | 2007. május 3.     |
| 11 | Ring of Fire / A tűzgyűrű bosszúja                    | 2007. augusztus 2. |
| 12 | Comet Mysteries / Rejtélyes üstökösök *               | 2007. augusztus 9. |
| 13 | Alien Safari / Szafari az élet nyomában               | 2007. augusztus 9. |
| 14 | Hyper Hurricanes / A hiperhurrikán visszatér          | 2007. október 18.  |
| 15 | Dangers of the Deep / A mélység titkai                | 2007. október 25.  |
| 16 | Solar Force / Napenergia                              | 2007. október 30.  |
| 17 | Birth of the Solar System / A Naprendszer kialakulása | 2007. november 6.  |
| 18 | Hubble Trouble / A Hubble űrteleszkóp                 | 2007. november 6.  |

- A csillaggal jelölt magyar címek nem hivatalosak.

## 5. évad
| #  | Eredeti / Magyar cím                                         | Eredeti bemutató     |
| -- | ------------------------------------------------------------ | -------------------- |
| 1  | Grand Canyon / A Grand Canyon                                | 2008. február 11.    |
| 2  | The Rockies / A Sziklás-hegység                              | 2008. február 28.    |
| 3  | Birth of America / Amerika születése                         | 2008. március 6.     |
| 4  | Birth of Life / Az élet születése                            | 2008. március 13.    |
| 5  | Pluto Rediscovered / A Plútó újra felfedezése *              | 2008. március 20.    |
| 6  | Mars: Waterworld / Mars: Vízivilág *                         | 2008. május 25.      |
| 7  | Saturn's Secrets / A Szaturnusz titkai *                     | 2008. május 25.      |
| 8  | Asteroid Alert / Aszteroida-riadó                            | 2008. május 27.      |
| 9  | First to Cross the Ocean / Át az óceánon *                   | 2008. augusztus 28.  |
| 10 | Time Machine / Időutazás                                     | 2008. szeptember 11. |
| 11 | Earth's Invisible Shield / Erőtér a Föld körül               | 2008. szeptember 18. |
| 12 | Big Bang / Big-Bang - Az ősrobbanás                          | 2008. szeptember 25. |
| 13 | Hubble's Amazing Universe / A Hubble csodálatos univerzuma * | 2008. október 5.     |
| 14 | Supercontinent / Szuperkontinens *                           | 2008. október 9.     |
| 15 | Giant Crystal Cave / Az óriási kristálybarlang *             | 2008. október 12.    |
| 16 | Death of the Universe / Pusztuló Univerzum                   | 2008. október 16.    |
| 17 | What Killed the Aztecs? / Ki ölte meg az aztékokat?          | 2008. november 13.   |

- A csillaggal jelölt magyar címek nem hivatalosak.

## 6. évad
| #  | Eredeti / Magyar cím                                      | Eredeti bemutató    |
| -- | --------------------------------------------------------- | ------------------- |
| 1  | Solar Storm / Napviharok                                  | 2009. február 5.    |
| 2  | Super Diamonds / Szupergyémántok                          | 2009. február 29.   |
| 3  | Birth of the Oceans / Az óceanok születése                | 2009. március 5.    |
| 4  | Ice Age Meltdown / Jégkorszaki olvadás                    | 2009. március 9.    |
| 5  | The Death of Earth / Pusztuló Föld                        | 2009. március 11.   |
| 6  | Journey to Jupiter / Irány a Jupiter                      | 2009. március 11.   |
| 7  | Death of a Star / Egy csillag halála                      | 2009. március 12.   |
| 8  | Monster Black Holes / Fekete lyukak *                     | 2009. március 26.   |
| 9  | Great Lakes / A Nagy-tavak                                | 2009. március 26.   |
| 10 | How to Kill a Planet / Miként pusztítsunk el egy bolygót  | 2009. április 23.   |
| 11 | Earth's Crust / Áttörni a Föld kérgén                     | 2009. május 7.      |
| 12 | Anatomy of a Hurricane / Hogy állítsunk meg egy hurrikánt | 2009. június 4.     |
| 13 | Twister Outbreak / Pusztító tornádók                      | 2009. június 11.    |
| 14 | Earth's Evil Twin / Vénusz az ikerbolygó                  | 2009. június 25.    |
| 15 | Secret World of Fireworks / A tűzijátékok titkos világa   | 2009. július 2.     |
| 16 | Tsumani from Outer Space / Cunami az úrből *              | 2009. július 9.     |
| 17 | How the West Was Made / A Nyugat kialakulása              | 2009. július 16.    |
| 18 | Living on the Moon / Bázis a Holdon                       | 2009. július 19.    |
| 19 | Stephen Hawking's Universe / Hawking univerzuma           | 2009. augusztus 23. |
| 20 | Incinerator Earth / A megsemmisítő bolygó                 | 2009. október 22.   |
| 21 | Earthquake Swarm / Rejtélyes rengések                     | 2009. november 5.   |
| 22 | Dirty Bomb Attack / Piszkos bomba                         | 2009. november 12.  |
| 23 | Countdown to Impact / Visszaszámlálás az ütközéshez *     | 2009. december 3.   |
| 24 | Vesuvius Time Bomb / Időzített bomba                      | 2009. december 10.  |
| 25 | Ancient Astronomers / Ősi csillagászok *                  | 2009. december 17.  |

- A csillaggal jelölt magyar címek nem hivatalosak.

## 7. évad
| #  | Eredeti / Magyar cím                                                     | Eredeti bemutató    |
| -- | ------------------------------------------------------------------------ | ------------------- |
| 1  | Surviving Ancient Alaska / Alaszka barlangi embere                       | 2010. január 28.    |
| 2  | Earth Without the Moon / A Hold nélküli élet                             | 2010. február 4.    |
| 3  | Finding the Origin of Life / Az élet eredete nyomában                    | 2010. február 11.   |
| 4  | Traveler's Guide to Mars / Utazás a Marsra *                             | 2010. február 15.   |
| 5  | Preventing Armageddon / Megelőzni az armageddont *                       | 2010. február 18.   |
| 6  | Hunt For Aliens / Földönkívüliek nyomában                                | 2010. április 1.    |
| 7  | Expedition Apocalypse / Apokalipszis expedicíó *                         | 2010. április 8.    |
| 8  | Earth From Above / A Föld az űrből *                                     | 2010. április 22.   |
| 9  | A Traveler's Guide to Saturn / Utazás a Szaturnuszra *                   | 2010. április 29.   |
| 10 | Iceland Volcano Eruption / Vulkánkitörés Izlandon *                      | 2010. április 29.   |
| 11 | Things You Didn't Know About Tsunamis / Amiket nem tudunk a szökőárról * | 2010. június 10.    |
| 12 | Dead Tired / nincs magyar cím                                            | 2010. június 17.    |
| 13 | 21st Century Stealth Sub / A 21. századi tengeralattjáró *               | 2010. június 24.    |
| 14 | Easter Island Eclipse / A Húsvét szigetek *                              | 2010. július 15.    |
| 15 | Swallowed by the Sun / Elnyel a Nap *                                    | 2010. július 22.    |
| 16 | When the Earth Stops Spinning / Ha a Föld megszűnik forogni *            | 2010. július 29.    |
| 17 | Lightning Chasers / Villámvadászok *                                     | 2010. augusztus 5.  |
| 18 | Snowball Earth / A Föld, mint hógolyó *                                  | 2010. augusztus 22. |
| 19 | Man-Made Disasters / Az ember által okozott katasztrófák *               | 2010. november 1.   |
| 20 | City Under the Sea / Föld a víz alatt                                    | 2010. november 11.  |
| 21 | Ancient Sea Monsters / Ősi tengeri szörnyetegek *                        | 2010. november 18.  |
| 22 | Alien Fireballs / Földönkívüli tűzgolyók *                               | 2010. december 2.   |

- A csillaggal jelölt magyar címek nem hivatalosak.

## 8. évad
| #  | Eredeti / Magyar cím                                               | Eredeti bemutató  |
| -- | ------------------------------------------------------------------ | ----------------- |
| 1  | Solar Powered Flight / Napelemes repülés *                         | 2011. január 13.  |
| 2  | Star Clock BC / Időszámításunk előtti óra *                        | 2011. január 20.  |
| 3  | Dinomorphosis / Dínómorfózis *                                     | 2011. január 27.  |
| 4  | The Book that Can't Be Read / A nem olvasható könyv *              | 2011. február 4.  |
| 5  | Birth of the Grand Canyon / A Grand Canyon születése *             | 2011. február 24. |
| 6  | Storm Worlds / Viharos világok *                                   | 2011. március 24. |
| 7  | The Molecule That Made the World / A világot felépítő molekula *   | 2011. április 12. |
| 8  | Living in a Parallel Universe / Élet egy párhuzamos univerzumban * | 2011. május 19.   |
| 9  | Venom Power / A méreg ereje *                                      | 2011. május 26.   |
| 10 | World's Oldest Child / A világ idősebb gyermeke *                  | 2011. június 16.  |

- A csillaggal jelölt magyar címek nem hivatalosak.

## 9. évad
| # | Eredeti / Magyar cím              | Eredeti bemutató    |
| - | --------------------------------- | ------------------- |
| 1 | Space Vacation / Űrbéli vakáció * | 2011. augusztus 25. |

- A csillaggal jelölt magyar címek nem hivatalosak.